# Territoire de Belfort
Pour le conseil départemental, voir Conseil départemental du Territoire de Belfort.
Pour les articles homonymes, voir Belfort (homonymie).
Le Territoire de Belfort est un département français créé en 1922 à partir de l'arrondissement de Belfort, seule partie du Haut-Rhin et de l'Alsace restée à la France après la défaite de 1871. Il était à l'origine nommé « Arrondissement subsistant du Haut-Rhin ». En 1919, il ne réintègre pas le Haut-Rhin, et devient officiellement un département français le 18 février 1922, le préfet Abel Jean Bertrand Maisonobe étant nommé et installé le 11 mars 1922. En 2025, il demeure le seul département français dépourvu de cour d'assises. La cour d'assises compétente est celle de Vesoul, dans le département voisin de la Haute-Saône.
En 1956, il n'intègre pas la région de programme d'Alsace, à l'inverse du Bas-Rhin et du Haut-Rhin. Par un décret de 1960, il est rattaché à la circonscription d'action régionale de Franche-Comté, avant d'être finalement rattaché à la région Franche-Comté lors de sa création en 1982 à la suite des lois sur la décentralisation. Il demeure la seule partie de l’Alsace à ne pas être rattaché à la région administrative du Grand Est. Il fait désormais partie de la région Bourgogne-Franche-Comté.
L'Insee et La Poste lui attribuent le code 90. La densité de population du département est de 230 hab/km2 en 2022, ce qui est nettement supérieur à celle de la région Bourgogne-Franche-Comté (58,7 hab./km2). Le point culminant du département est le ballon d'Alsace avec une altitude de 1 247 mètres, ce sommet étant commun à trois départements et deux régions. Les habitants du Territoire de Belfort sont nommés par certains Terrifortains et Terrifortaines. Il est le seul département de France métropolitaine à ne pas avoir de sous-préfecture. 

## Géographie

### Localisation
|             | Vosges (Grand-Est)             | Haut-Rhin (Grand-Est)    |
| Haute-Saône | Territoire de Belfort          | Haut-Rhin (Grand-Est)    |
| Doubs       | Doubs Canton du Jura ( Suisse) | Canton du Jura ( Suisse) |

Le Territoire de Belfort fait partie de la région Bourgogne-Franche-Comté. Il est limitrophe des départements du Doubs, de la Haute-Saône, des Vosges et du Haut-Rhin, ainsi que du canton suisse du Jura.

### Gentilé et désignations usuelles
Une consultation informelle a été organisée en 2011 par une radio locale, France Bleu Belfort Montbéliard, afin d'une part de confirmer le gentilé des habitants de la commune de Belfort : les « Belfortains », et d'autre part pour choisir celui des habitants du département (Territoire de Belfort). Sur Internet, 2 500 personnes ont voté le 17 février 2011, dont 54 % ont choisi « Terrifortain(s) ». Bien que cette consultation n'ait aucune valeur officielle et qu'il n'y ait eu aucun contrôle des personnes participant au vote (il était possible de voter plusieurs fois), ce nom est parfois utilisé, sans être entré dans l'usage courant.
En pratique, la population du territoire utilise en général le mot « Belfortain » indifféremment pour les habitants de Belfort ou ceux du territoire. À l'égard de personnes étrangères au département, on précise habituellement qu'on est un « habitant du Territoire », lorsque la conversation a lieu dans le département ou à proximité ; si elle a lieu plus loin, ou si l'on s'adresse à une personne ne connaissant pas le département, on précisera que l'on est un « habitant du Territoire de Belfort »[réf. nécessaire].

### Géologie et relief
Le département est implanté dans un seuil situé entre les Vosges et le Jura, appelé trouée de Belfort.
Le point culminant du département se situe au ballon d'Alsace à 1 247 m d'altitude, sur la limite avec le département du Haut-Rhin et celui des Vosges.

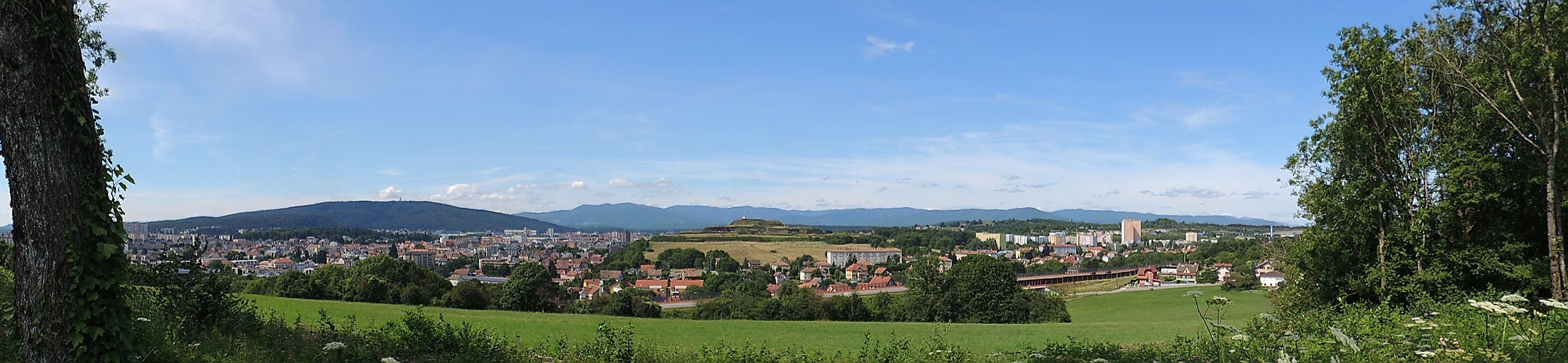
Panorama sur la trouée de Belfort.

### Voies de communication et transports

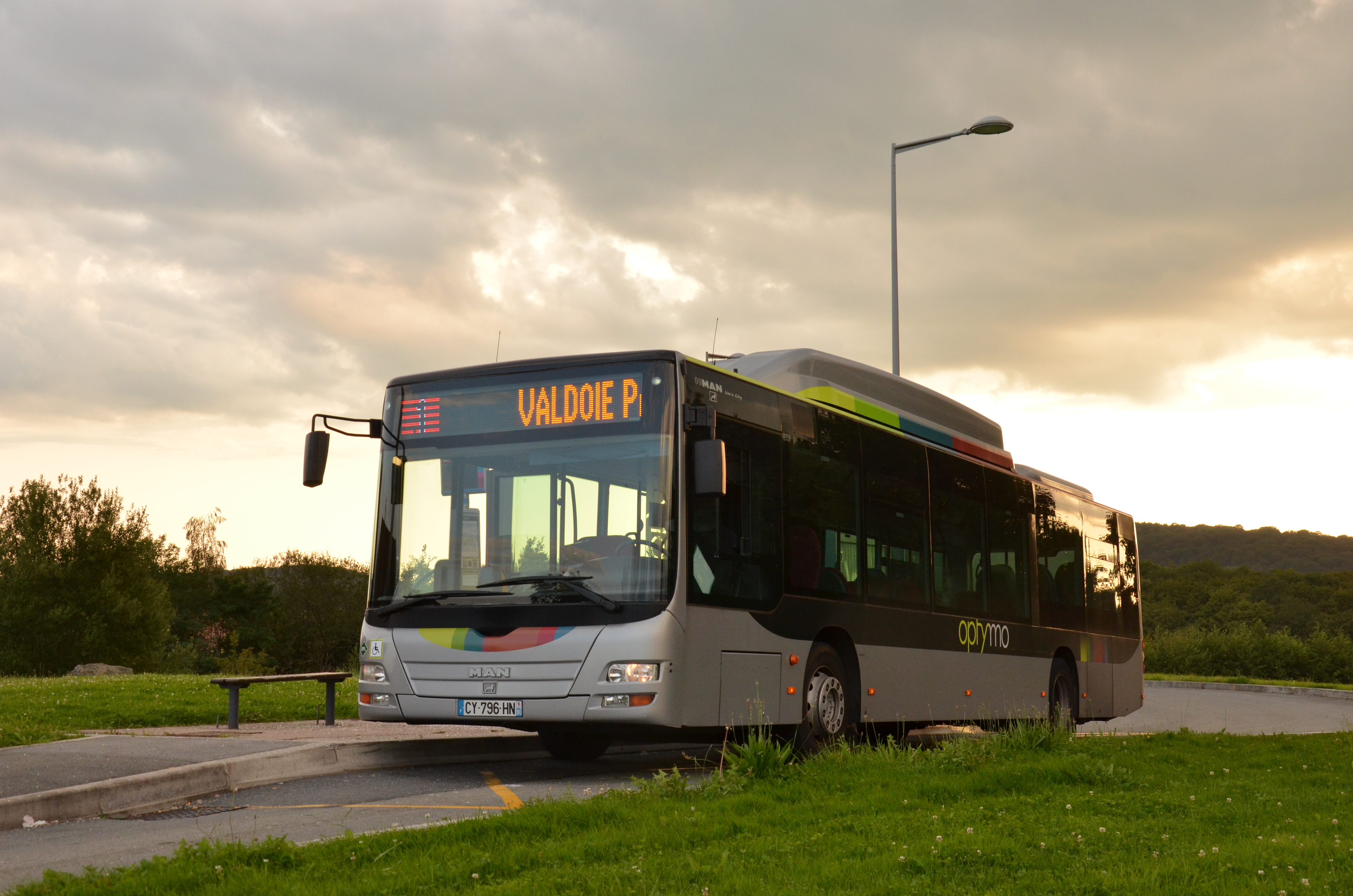
Un autobus du réseau Optymo.

Par sa situation géographique, la Trouée de Belfort a toujours été un lieu de passage, une sorte de col à basse altitude entre deux bassins fluviaux : celui du Rhin et celui du Rhône. Ces deux fleuves sont d'ailleurs reliés depuis 1832 par le canal du Rhône au Rhin. Après 1871, le projet de canal de la Haute-Saône, bien qu'inachevé dans sa partie haut-saônoise, devait permettre d'amener aux portes de Belfort et de Montbéliard des péniches chargées de marchandises pondéreuses venues de la partie non annexée de la Lorraine. La voie d'eau ne connaît aujourd'hui pratiquement plus d'activité commerciale en raison de conditions de navigation difficiles (nombreuses écluses côté Alsace, navigation fluviale sur le Doubs aménagé côté Franche-Comté).
Le département est également desservi par l'autoroute A36, dont une partie importante du parcours est à deux fois trois voies. Un axe routier est en cours de développement, il s'agit de la liaison Berne-Paris via Delle, Vesoul et Langres. La liaison est complètement autoroutière en Suisse (Transjurane) et faite de tronçons de voies rapides plus ou moins aménagées en France, mais dont le niveau d'équipement progresse.
Berceau d'Alstom et du TGV, le Territoire de Belfort jouit d'une desserte ferroviaire particulièrement dense, qui gravite autour de la gare de Belfort-Ville pour le trafic régional et de la gare de Belfort - Montbéliard TGV pour le trafic grande vitesse via la LGV Rhin-Rhône. La gare de Belfort est le terminus de nombreuses lignes de TER, à destination de Besançon, Mulhouse, Vesoul et Paris (via Troyes). Depuis fin 2018 et la réouverture de la ligne de Belfort à Delle, de nombreux services TER relient Belfort à Delle en passant par Belfort-Montbéliard TGV. Il existe également des trains RegioExpress des CFF reliant la gare TGV à Bienne via Delle, Porrentruy et Delémont.
Optymo est le réseau de transports en commun desservant le Territoire de Belfort, articulant dans une même offre des lignes d'autobus, des services d'autopartage et de vélos en libre-service.

## Urbanisme

### Résidences secondaires
Selon le recensement général de la population du 1er janvier 2021, le département comptait 1,7% de résidences secondaires.
Ce tableau indique les principales communes du Territoire de Belfort dont les résidences secondaires et occasionnelles dépassent 10 % des logements totaux.
| Commune | Population SDC | Nombre de logements | Rés. secondaires | % Rés. secondaires |
| ------- | -------------- | ------------------- | ---------------- | ------------------ |
| Lepuix  | 1 212          | 633                 | 67               | 10,59 %            |

Source Insee, chiffres au 1er janvier 2008.

## Toponymie
Le nom du Territoire de Belfort, vient de celui de sa préfecture du même nom.
Le nom de la localité est attesté sous les formes [In castro de] Belfort (1226), [Castrum meum] Bellofortem (1228), [Mag. Willelmus de] Belloforti [clericus] (1284), Biafort (1303), [Ad ecclesiam de] Belloforti / [ecclesie] Bellifortis (1342), [Sloss / Statt und herrschafft] Beffort (1492), Befurt (1644), Belfort (1659)[réf. nécessaire].
Une des premières mentions écrites de la ville date de 1228, dans le traité de Grandvillars, sous la forme latinisée Bellumfortum ou française Belfort en 1226. Il s'agit d'un composé fréquent des éléments Bel- « beau » et -fort, « forteresse », qui désigne généralement un « château fort » avec une construction similaire à Beaufort.

## Histoire

Évolution des frontières départementales depuis 1871.

Le Territoire de Belfort est né en 1871 du traité de Francfort qui mettait fin à la guerre de 1870-1871. Il était alors appelé « arrondissement subsistant du Haut-Rhin ». L'Alsace et la Lorraine avaient la particularité d'être deux régions bilingues et leur démantèlement fut organisé selon des critères linguistiques. L'Empire allemand gagnait ainsi par ce traité la plus grande partie de l'Alsace et un quart de la Lorraine. L'extrême sud-ouest du Haut-Rhin, autour de Belfort, était laissé à la France et ainsi séparé du reste de l’Alsace. La principale raison est que la population des environs de Belfort était majoritairement francophone (tandis que le reste de l'Alsace était majoritairement germanophone, le principal dialecte alsacien faisant partie des langues germaniques). Ce n'était toutefois pas un critère absolu car on trouvait des francophones et des germanophones aussi bien à Belfort que dans le reste de l'Alsace, seule leur proportion différait. Plusieurs villages francophones des environs de Belfort ainsi que les vallées Welches, bien qu'exclusivement francophones, ont été annexés par l'Empire allemand et font aujourd'hui toujours partie du département du Haut-Rhin. L'autre raison de la non-annexion était que les troupes prussiennes n'avaient pu prendre Belfort en raison de la résistance menée par Denfert-Rochereau, ce qui a permis au gouvernement de Défense nationale de négocier la conservation de l'arrondissement au sein de la France. En échange, trois villages de Moselle appartenant à l'arrondissement de Briey où s'étaient déroulées les principales batailles et qui devaient rester français (et que le Kaiser surnommait « le tombeau de ma garde ») ont été cédés au nouvel Empire Allemand.
Après avoir longtemps conservé un statut spécial dans l'attente du retour de l'intégralité de l'Alsace-Lorraine à la France, le Territoire de Belfort devient officiellement le 90e département français le 18 février 1922,. Le décret du 2 juin 1960 portant harmonisation des circonscriptions administratives le rattache à la région Franche-Comté plutôt qu'à la région Alsace, décision confirmée en 1982 avec les lois sur la décentralisation qui donnent aux régions françaises le statut de collectivités territoriales.

## Politique

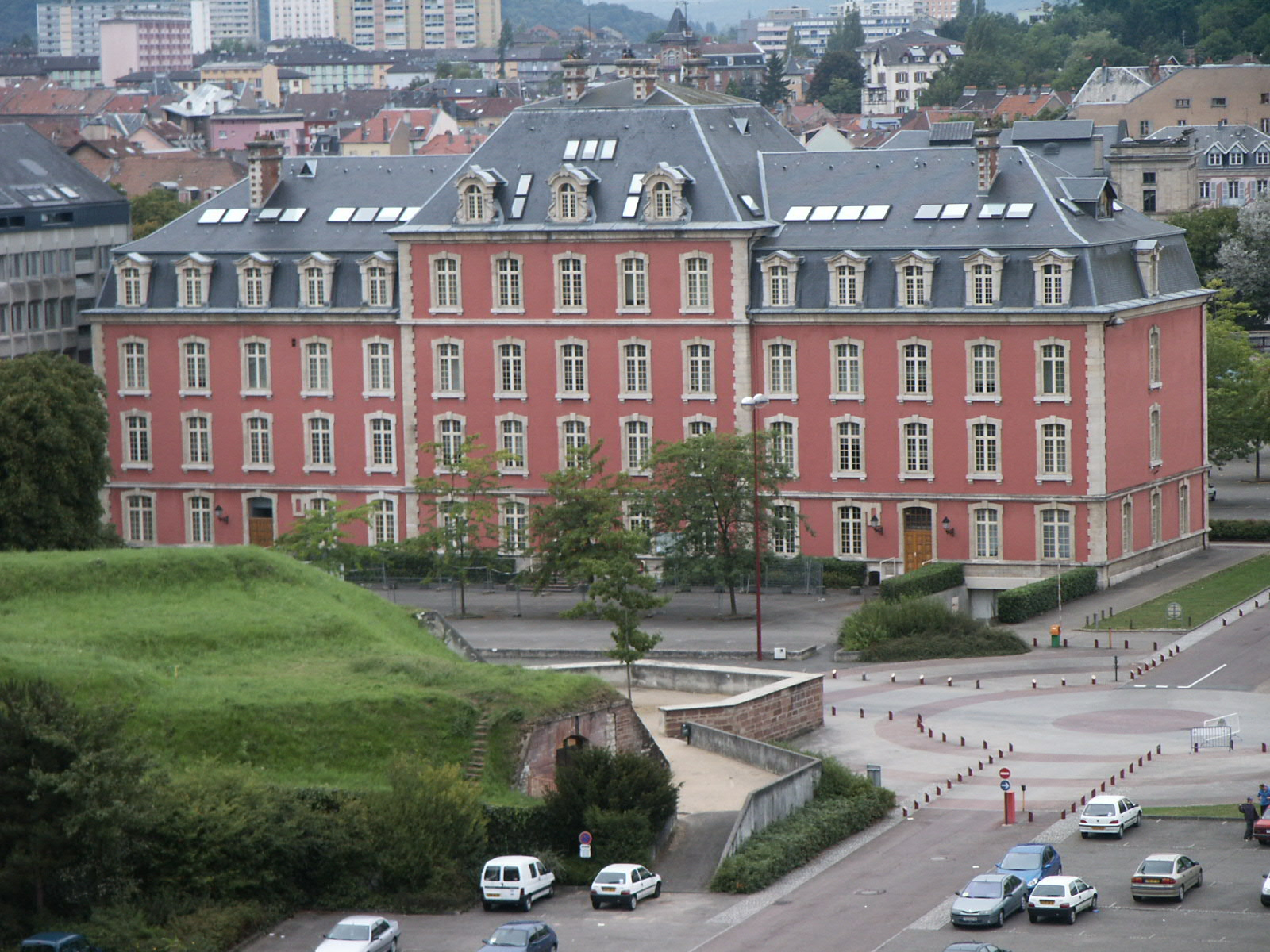
L'hôtel de département du Territoire de Belfort.

- Conseil départemental du Territoire de Belfort
- Liste des conseillers départementaux du Territoire de Belfort
- Liste des députés du Territoire de Belfort
- Liste des sénateurs du Territoire de Belfort

### Administration
- Liste des préfets du Territoire de Belfort

Le Territoire de Belfort n'a pas de sous-préfecture (comme les départements de Paris et de Mayotte)[réf. nécessaire].

### Politique environnementale
La Maison départementale de l'Environnement, au bord du lac du Malsaucy, propose des expositions et animations gratuites de sensibilisation à l'environnement.

## Population et société

### Démographie
En 2022, le département comptait 140 082 habitants, en évolution de −2,78 % par rapport à 2016 (France hors Mayotte : +2,11 %).
| 1791 | 1801 | 1806 | 1821 | 1826 | 1831 | 1836 | 1841 | 1846 |
| ---- | ---- | ---- | ---- | ---- | ---- | ---- | ---- | ---- |
| -    | -    | -    | -    | -    | -    | -    | -    | -    |

| 1851 | 1856 | 1861 | 1866 | 1872   | 1876   | 1881   | 1886   | 1891   |
| ---- | ---- | ---- | ---- | ------ | ------ | ------ | ------ | ------ |
| -    | -    | -    | -    | 56 781 | 68 600 | 74 244 | 79 758 | 83 670 |

| 1896   | 1901   | 1906   | 1911    | 1921   | 1926   | 1931   | 1936   | 1946   |
| ------ | ------ | ------ | ------- | ------ | ------ | ------ | ------ | ------ |
| 88 047 | 92 304 | 95 421 | 101 386 | 94 338 | 96 594 | 99 403 | 99 497 | 86 648 |

| 1954   | 1962    | 1968    | 1975    | 1982    | 1990    | 1999    | 2006    | 2011    |
| ------ | ------- | ------- | ------- | ------- | ------- | ------- | ------- | ------- |
| 99 427 | 109 371 | 118 450 | 128 125 | 131 999 | 134 097 | 137 408 | 141 201 | 143 348 |

| 2016    | 2021    | 2022    | - | - | - | - | - | - |
| ------- | ------- | ------- | - | - | - | - | - | - |
| 144 089 | 139 654 | 140 082 | - | - | - | - | - | - |

#### Communes les plus peuplées
| Nom                  | Code Insee | Intercommunalité     | Superficie (km2) | Population (dernière pop. légale) | Densité (hab./km2) | Modifier                                    |
| -------------------- | ---------- | -------------------- | ---------------- | --------------------------------- | ------------------ | ------------------------------------------- |
| Belfort              | 90010      | CA Grand Belfort     | 17,10            | 45 646 (2022)                     | 2 669              | modifier les données · modifier les données |
| Delle                | 90033      | CC du Sud Territoire | 9,20             | 5 677 (2022)                      | 617                | modifier les données · modifier les données |
| Valdoie              | 90099      | CA Grand Belfort     | 4,66             | 5 193 (2022)                      | 1 114              | modifier les données · modifier les données |
| Beaucourt            | 90009      | CC du Sud Territoire | 4,95             | 4 985 (2022)                      | 1 007              | modifier les données · modifier les données |
| Bavilliers           | 90008      | CA Grand Belfort     | 4,80             | 4 641 (2022)                      | 967                | modifier les données · modifier les données |
| Offemont             | 90075      | CA Grand Belfort     | 5,55             | 4 054 (2022)                      | 730                | modifier les données · modifier les données |
| Danjoutin            | 90032      | CA Grand Belfort     | 5,65             | 3 531 (2022)                      | 625                | modifier les données · modifier les données |
| Essert               | 90039      | CA Grand Belfort     | 7,01             | 3 382 (2022)                      | 482                | modifier les données · modifier les données |
| Grandvillars         | 90053      | CC du Sud Territoire | 15,17            | 2 963 (2022)                      | 195                | modifier les données · modifier les données |
| Giromagny            | 90052      | CC des Vosges du Sud | 5,65             | 2 897 (2022)                      | 513                | modifier les données · modifier les données |
| Châtenois-les-Forges | 90022      | CA Grand Belfort     | 8,67             | 2 637 (2022)                      | 304                | modifier les données · modifier les données |
| Évette-Salbert       | 90042      | CA Grand Belfort     | 9,16             | 2 022 (2022)                      | 221                | modifier les données · modifier les données |
| Cravanche            | 90029      | CA Grand Belfort     | 1,35             | 1 935 (2022)                      | 1 433              | modifier les données · modifier les données |
| Bourogne             | 90017      | CA Grand Belfort     | 13,71            | 1 737 (2022)                      | 127                | modifier les données · modifier les données |
| Chèvremont           | 90026      | CA Grand Belfort     | 8,83             | 1 566 (2022)                      | 177                | modifier les données · modifier les données |

### Santé
Le principal établissement de santé du département était le centre hospitalier de Belfort entre 1899 et 2017, remplacé par l'Hôpital Nord Franche-Comté situé Trévenans, à mi-chemin avec Montbéliard, dont l'hôpital a également fermé en 2017.

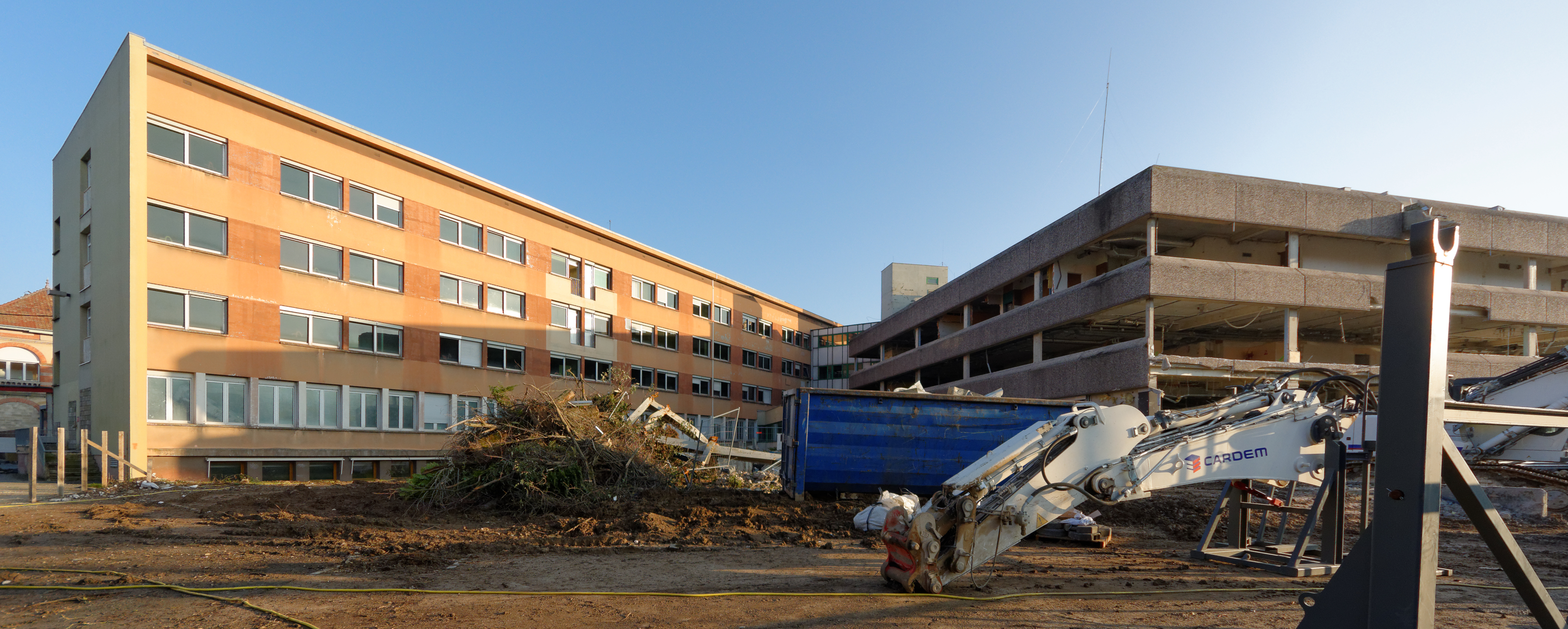
L'ancien centre hospitalier de Belfort.
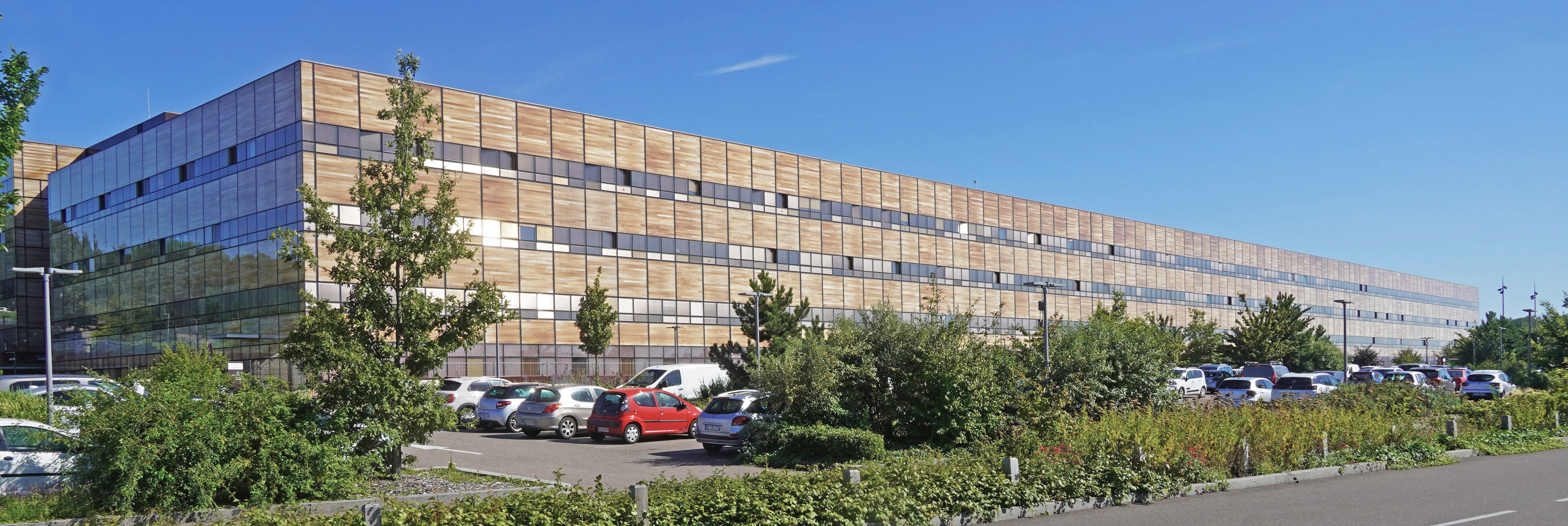
L'hôpital Nord Franche-Comté.

Cette offre de soins est complétée par la clinique de la Miotte à Belfort. La ville possède également l'une des plus grandes maisons de santé de France depuis 2020, composée de deux bâtiments de 1 500 et 2 500 m2 capables d'accueillir une cinquantaine de professionnels de santé, dont des médecins généralistes et spécialistes.
Un centre de soins de suite, de psychiatrie et d'imagerie médicale équipé d'une IRM ainsi qu'un hôpital de jour de gérontologie se situent à Bavilliers,,.

## Économie
En 2010, la médiane du revenu fiscal des ménages par unité de consommation du département s'élevait à 18 801 €, cachant des disparités relativement importantes de Belfort (15 603 €) à Bermont (26 672 €). En 2019, la médiane était de 22 050 €.

### Tourisme

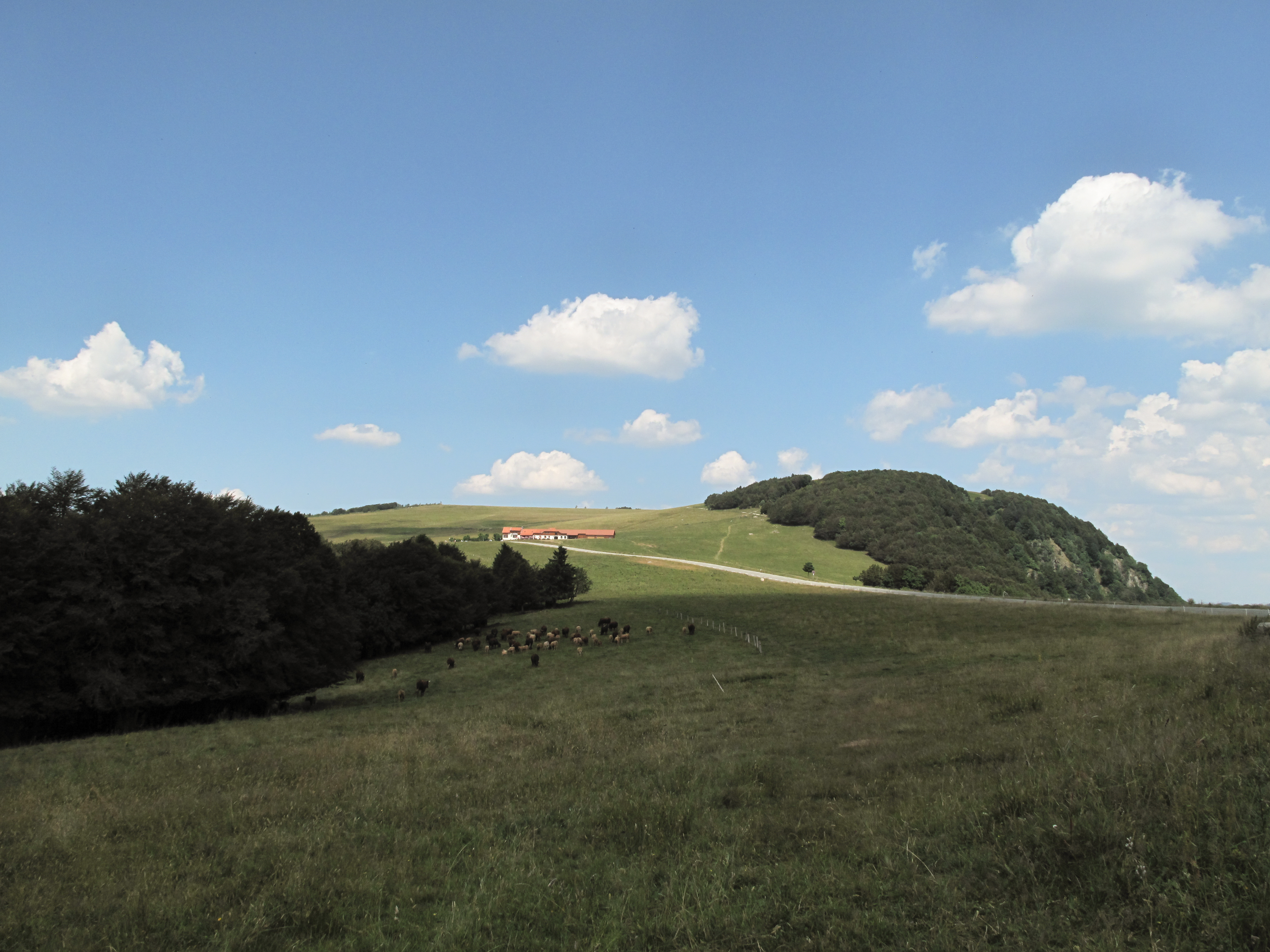
Sommet du ballon d'Alsace.

Le département présente une diversité de paysages façonnés par des influences historiques et géologiques, notamment le Ballon d'Alsace, le massif des Vosges et le lac de Malsaucy. La « route des villages fleuris » emprunte le tracé d'une antique voie romaine qui serpentait dans le Pays sous-vosgien. Le sud du Territoire, riche d'étangs et de rivières, offre quelques-uns des plus beaux belvédères de la région. Depuis le plateau de Croix, le panorama s'étend des Monts d'Ajoie en Suisse à ceux du Jura, en passant par la Forêt-Noire, la plaine d'Alsace et les Vosges.
Des centaines de kilomètres de sentiers balisés quadrillent le département et permettent d'en découvrir les paysages, la faune et la flore mais aussi l'histoire au moyen de circuits à thème : fortifications, bornes, mines, canaux, châteaux, églises… Le chemin de halage du canal de la Haute-Saône permet ainsi de se rendre d'Essert à Montbéliard à pied, à cheval ou à vélo.
Chaque année en automne, la Trans-Territoire attire plusieurs milliers d'amateurs de VTT.

## Culture et patrimoine

### Lieux et monuments principaux
S'agissant du patrimoine artistique et architectural, Belfort est notamment connu pour sa citadelle, son musée d'Art moderne et pour le Lion de Belfort, sculpture monumentale d'Auguste Bartholdi qui commémore la résistance de la ville assiégée par les Prussiens durant la guerre de 1870.

### Patrimoine culturel
Depuis très longtemps, le conseil départemental (anciennement appelé conseil général) du Territoire de Belfort comme le conseil municipal de la ville de Belfort favorisent l'accès à la culture du plus large public en subventionnant des institutions ou des manifestations dans tous les domaines de l'art, de la culture et des loisirs, et notamment au travers de l'organisation annuelle du festival des Eurockéennes ainsi que du Festival international de musique universitaire (FIMU) de Belfort.

#### Langues régionales
La langue régionale parlée dans le Territoire de Belfort est le franc-comtois, une langue romane appartenant à la famille des langues d'oïl.

#### Gastronomie régionale
Un indicateur des habitudes de consommation locale est la présence de spécialités locales produites de façon industrielle et vendues en supermarché : spécialités franc-comtoises, telles que la cancoillotte, et spécialités alsaciennes, telles que le Fleischnacka.

### Héraldique, logotype et devise
| Blason | Blasonnement : D’azur aux trois jumelles d’or, à la tour crénelée, couverte et girouettée d’or, ajourée et ouverte du champ, maçonnée de sable, brochant sur le tout. Commentaires : Les armoiries sont celles du comté de Belfort avec la tour des armoiries du chef-lieu. |